# Elisabeth von Oertzen (Malerin)
Elisabeth Minka Barbara Ernestine Henriette Marie von Oertzen, geb. v. Oertzen, auch Else von Oertzen (* 12. Oktober 1887 in Rattey; † 11. August 1938 in Berlin) war eine deutsche Malerin und Grafikerin.

## Leben
Elisabeth von Oertzen entstammte dem Haus Rattey der jüngeren Helpter Linie des weit verzweigten mecklenburgischen Uradelsgeschlechts von Oertzen. Sie wurde geboren als das jüngste von vier Kindern des mecklenburg-strelitzschen Kammerherrn und Amtshauptmanns von Mirow, Drost Karl von Oertzen (1836–1890) und dessen Frau Louise (1848–1922), Tochter des Oberhauptmanns Wilhelm von Oertzen auf Lübbersdorf bei Friedland (Mecklenburg). Die Kunsthistorikerin und Journalistin Augusta von Oertzen war ihre ältere Schwester. Mit 13 Jahren kam sie in ein Berliner Pensionat. Sie vertiefte ihre künstlerische Begabung durch Unterricht bei Franz Triebsch, Leo von König und Ernst Neumann-Neander und war Schülerin von Heinrich Eduard Linde-Walther.
Am 17. November 1913 heiratete sie in Schöneberg den Offizier Ulrich von Oertzen (* 1881) aus dem Hause Lübbersdorf-Teschow. 1915 wurde der Sohn Hans-Ulrich von Oertzen (1915–1944) geboren. Ulrich von Oertzen fiel als Hauptmann im Großherzoglich Mecklenburgischen Grenadier-Regiment Nr. 89 und Kompanieführer im Ersten Weltkrieg am 27. Februar 1916 in der Champagne (Westfront). Die Witwe erzog den Sohn zunächst auf dem Gut ihrer Familie, welches ihr Bruder Henning von Oertzen im mecklenburgischen Rattey bei Strasburg geerbt hatte.
In den 1920er Jahren zog sie nach Berlin. Sie war aktives Mitglied und von 1933 bis 1935 erste Vorsitzende (Vorsteherin) des Vereins der Berliner Künstlerinnen 1867. Ihr Sohn Hans-Ulrich konnte durch ein Stipendium das Internat Schloss Salem am Bodensee besuchen und dort 1933 das Abitur ablegen. Später wurde er Generalstabsoffizier und gehörte zum Kern der militärischen Widerstandskämpfer vom 20. Juli 1944 um Oberst Claus Schenk Graf von Stauffenberg.
Elisabeth von Oertzen malte vor allem Landschaften, Tiere, aber auch Porträts. In den letzten Jahren ihres Lebens, die von finanziellen Sorgen und Krankheit geprägt waren und in denen sie mit Anny Schröder-Ehrenfest befreundet war, wandte sie sich religiösen Themen in Tempera zu. 1937 entstand ihr letztes Hauptwerk, das Triptychon Maria mit dem Kinde von Engeln angebetet.